# مسابقات جهانی دو و میدانی ۲۰۱۳

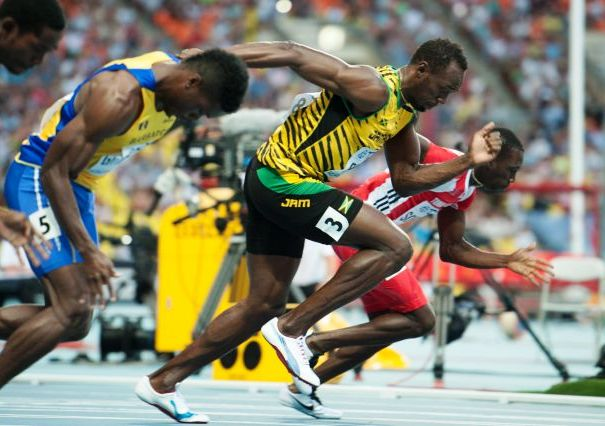
اوسین بولت قهرمان دو ۱۰۰ متر مردان

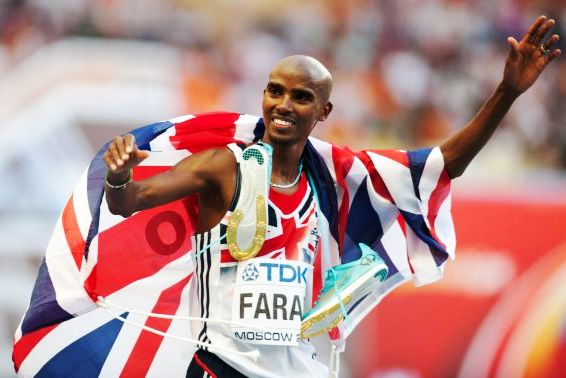
مو فرح قهرمان دو ۵۰۰۰ متر و ۱۰۰۰۰ متر مردان

مسابقات جهانی دو و میدانی ۲۰۱۳ (به انگلیسی: 2013 World Championships in Athletics) چهاردهمین دوره مسابقات جهانی دو و میدانی بود که در شهر مسکو، روسیه زیر نظر اتحادیه بین‌المللی فدراسیون‌های دو و میدانی برگزار شد. این مسابقات از ۱۰ تا ۱۸ اوت ۲۰۱۳ با حضور ۱٬۹۷۴ ورزشکار از ۲۰۶ کشور جهان انجام شد. روسیه با کسب بیشترین مدال طلا در صدر جدول قرار گرفت. این، نخستین باری بود که میزبان مسابقات، قهرمان شد.
مسابقات در ورزشگاه لوژنیکی با گنجایش ۷۸٬۳۶۰ نفر برگزار شد.

## جدول توزیع مدال‌ها
در این مسابقات، هیچ‌یک از رکوردهای جهانی شکسته نشد؛ ولی ۳ رکورد مسابقات جهانی دو و میدانی شامل پرش ارتفاع مردان، ۴x۱۰۰ متر امدادی و پرتاب چکش زنان، دو رکورد قاره‌ای و ۴۸ رکورد کشوری شکسته شد.

### مردان
در بخش مردان، اوسین بولت با کسب سه مدال طلا در ماده‌های ۱۰۰ متر، ۲۰۰ متر و ۴x۱۰۰ متر امدادی توانست در صدر جدول مدالی تمام ادوار مسابقات جهانی دو و میدانی قرار بگیرد.
| رشته                | طلا                         | نقره                      | برنز                            |
| ۱۰۰ متر             | اوسین بولت ۹٫۷۷             | جاستین گاتلین ۹٫۸۵        | نستا کارتر ۹٫۹۵                 |
| ۲۰۰ متر             | اوسین بولت ۱۹٫۶۶            | وارن ویر ۱۹٫۷۹            | کورتیس میچل ۲۰٫۰۴               |
| ۴۰۰ متر             | لاشاون مریت ۴۳٫۷۴           | تونی مک کوی ۴۴٫۴۰         | لوگلین سانتوس ۴۴٫۵۲             |
| ۸۰۰ متر             | محمد امان ۱:۴۳٫۳۱           | نیک سیموندز ۱:۴۳٫۵۵       | آیانله سلیمان ۱:۴۳٫۷۶           |
| ۱٬۵۰۰ متر           | اسبل کیپروپ ۳:۳۶٫۲۸         | متیو سنتروویچ ۳:۳۶٫۶۸     | یوهان کرونج ۳:۳۶٫۷۳             |
| ۵٬۰۰۰ متر           | مو فرح ۱۳:۲۶٫۹۸             | هاگوس گبریوت ۱۳:۲۷٫۲۶     | ایسایا کوئچ ۱۳:۲۷٫۲۶            |
| ۱۰٬۰۰۰ متر          | مو فرح ۲۷:۲۱٫۷۱             | ابراهیم جیلان ۲۷:۲۲٫۲۳    | پل تانوئی ۲۷:۲۲٫۶۱              |
| ماراتون             | استفن کیپروتیچ ۲:۰۹:۵۱      | للیسا دسیسا ۲:۱۰:۱۲       | تادسه تولا ۲:۱۰:۲۳              |
| ۱۱۰ متر با مانع     | دیوید اولیور ۱۳٫۰۰          | رایان ویلسون ۱۳٫۱۳        | سرگی شوبنکوف ۱۳٫۲۴              |
| ۴۰۰ متر با مانع     | جهو گوردون ۴۷٫۶۹            | مایکل تینسلی ۴۷٫۷۰        | امیر بکریچ ۴۸٫۰۵                |
| ۳٬۰۰۰ متر با مانع   | ازکیل کمبوی ۸:۰۶٫۰۱         | کونسسلوس کیپروتو ۸:۰۶٫۳۷  | محی الدین مخیسی بن عباد ۸:۰۷٫۸۶ |
| ۲۰ کیلومتر پیاده‌روی | الکساندر ایوانوف ۱:۲۰:۵۸    | چن دینگ ۱:۲۱:۰۹           | میگل آنخل لوپز ۱:۲۱:۲۱          |
| ۵۰ کیلومتر پیاده‌روی | رابرت هفرنان ۳:۳۷:۵۶        | میخائیل ریژوف ۳:۳۸:۵۸     | جارد تلنت ۳:۴۰:۰۳               |
| ۴x۱۰۰ متر امدادی    | جامائیکا ۳۷٫۳۶              | ایالات متحده آمریکا ۳۷٫۶۶ | کانادا ۳۷٫۹۲                    |
| ۴x۴۰۰ متر امدادی    | ایالات متحده آمریکا ۲:۵۸٫۷۱ | جامائیکا ۲:۵۹٫۸۸          | روسیه ۲:۵۹٫۹۰                   |
| پرش طول             | بودان بندارنکو ۲٫۴۱         | معتز عیسی برشیم ۲٫۳۸      | درک دروئین ۲٫۳۸                 |
| پرش با نیزه         | رافائل هولزدپ ۵٫۸۹          | رنو لاویلنی ۵٫۸۹          | بیورن اوتو ۵٫۸۲                 |
| پرش طول             | الکساندر منکوف ۸٫۵۶         | ایگنیسیوس گایساه ۸٫۲۹     | لوئیس ریورا ۸٫۲۷                |
| پرش سه گام          | تدی تامگو ۱۸٫۰۴             | پدرو پابلو پیچاردو ۱۷٫۶۸  | ویل کلی ۱۷٫۵۲                   |
| پرتاب وزنه          | داوید اشتورل ۲۱٫۷۳          | رایان وایتینگ ۲۱٫۵۷       | دیلان آرمسترانگ ۲۱٫۳۴           |
| پرتاب دیسک          | رابرت هارتینگ ۶۹٫۱۱         | پیوتر ماواخوفسکی ۶۸٫۳۶    | گرد کانتر ۶۵٫۱۹                 |
| پرتاب نیزه          | ویتشلاو وسلی ۸۷٫۱۷          | ترو پیتکاماکی ۸۷٫۰۷       | دمیتری تارابین ۸۶٫۲۳            |
| پرتاب چکش           | پاول فاجک ۸۱٫۹۷             | کریشتین پارس ۸۰٫۳۰        | لوکاس ملیچ ۷۹٫۳۶                |
| دهگانه              | اشتون ایتون ۸۸۰۹            | میشائیل شرادر ۸۶۷۰        | دیمین وارنر ۸۵۱۲                |

### زنان
شلی-آن فریزر-پرایس با کسب سه مدال طلا در ماده‌های ۱۰۰ متر، ۲۰۰ متر و ۴x۱۰۰ متر امدادی، بهترین عملکرد را در بخش زنان نشان داد.
| رشته                | طلا                      | نقره                        | برنز                       |
| ۱۰۰ متر             | شلی-آن فریزر-پرایس ۱۰٫۷۱ | موریله آهوره ۱۰٫۹۳          | کارملیتا جتر ۱۰٫۹۴         |
| ۲۰۰ متر             | شلی-آن فریزر-پرایس ۲۲٫۱۷ | موریله آهوره ۲۲٫۳۲          | بلسینگ اوکاگباره ۲۲٫۳۲     |
| ۴۰۰ متر             | کریستین اوهوروگو ۴۹٫۴۱   | آمانتل مونتشو ۴۹٫۴۱         | آنتونینا کریووشاپکا ۴۹٫۷۸  |
| ۸۰۰ متر             | اونیس جبکوچ سام ۱:۵۷٫۳۸  | ماریا ساوینووا ۱:۵۷٫۸۰      | برندا مارتینز ۱:۵۷٫۹۱      |
| ۱٬۵۰۰ متر           | اببا ارگاوی ۴:۰۲٫۶۶      | جنیفر سیمپسون ۴:۰۲٫۹۹       | هلن اوساندو اوبیری ۴:۰۳٫۸۶ |
| ۵٬۰۰۰ متر           | مسرت دفار ۱۴:۵۰٫۱۹       | مرسی چرونو ۱۴:۵۱٫۲۲         | آلماز آیانا ۱۴:۵۱٫۳۳       |
| ۱۰٬۰۰۰ متر          | تیرونش دیبابا ۳۰:۴۳٫۳۵   | گلادیس چرونو ۳۰:۴۵٫۱۷       | بلاینش اولجیرا ۳۰:۴۶٫۹۸    |
| ماراتون             | ادنا کیپلاگات ۲:۲۵:۴۴    | والریا استرانئو ۲:۲۵:۵۸     | کایوکو فوکوشی ۲:۲۷:۴۵      |
| ۱۰۰ متر بامانع      | برایانا رولینز ۱۲٫۴۴     | سالی پیرسون ۱۲٫۵۰           | تیفانی پورتر ۱۲٫۵۵         |
| ۴۰۰ متر بامانع      | زوزانا هینووا ۵۲٫۸۳      | دلیله محمد ۵۴٫۰۹            | لاشیندا دموس ۵۴٫۲۷         |
| ۳٬۰۰۰ متر بامانع    | میلکا چموس چیوا ۹:۱۱٫۶۵  | لدیا چپکوروی ۹:۱۲٫۵۵        | سوفیا آسفا ۹:۱۲٫۸۴         |
| ۲۰ کیلومتر پیاده‌روی | النا لاشمانووا ۱:۲۷:۰۸   | انیسیا کردیاپکینا ۱:۲۷:۱۱   | لیو هونگ ۱:۲۸:۱۰           |
| ۴x۱۰۰ متر امدادی    | جامائیکا ۴۱٫۲۹           | ایالات متحده آمریکا ۴۲٫۷۵   | بریتانیای کبیر ۴۲٫۸۷       |
| ۴x۴۰۰ متر امدادی    | روسیه ۳:۲۰٫۱۹            | ایالات متحده آمریکا ۳:۲۰٫۴۱ | بریتانیای کبیر ۳:۲۲٫۶۱     |
| پرش طول             | اسوتلانا اشکولینا ۲٫۰۳   | بریگتا برت ۲٫۰۰             | آنا چیچرووا روت بیتیا ۱٫۹۷ |
| پرش با نیزه         | یلنا ایسینبایوا ۴٫۸۹     | جن سور ۴٫۸۲                 | یاریسلی سیلوا ۴٫۸۲         |
| پرش طول             | بریتنی ریز ۷٫۰۱          | بلسینگ اوکاگباره ۶٫۹۹       | ایوانا اسپانوویچ ۶٫۸۲      |
| پرش سه‌گام           | کاترین ایبارگوئن ۱۴٫۸۵   | اکاترینا کونوا ۱۴٫۸۱        | اولاً سالادوها ۱۴٫۶۵        |
| پرتاب وزنه          | والری آدامز ۲۰٫۸۸        | کریستینا شوانیتس ۲۰٫۴۱      | گونگ لیجیائو ۱۹٫۹۵         |
| پرتاب دیسک          | ساندرا پرکوویچ ۶۷٫۹۹     | ملینا روبر میشون ۶۶٫۲۸      | یارلیس باریوس ۶۴٫۹۶        |
| پرتاب نیزه          | کریستینا اوبرگفول ۶۹٫۰۵  | کیمبرلی میکل ۶۶٫۶۰          | ماریا آباکومووا ۶۵٫۰۹      |
| پرتاب چکش           | تاتیانا لیسنکو ۷۸٫۸۰     | آنیتا لودارچیک ۷۸٫۴۶        | ژانگ ونشیو ۷۵٫۵۸           |
| هفتگانه             | هانا ملنیچنکو ۶۵۸۶       | براین تیسن ایتون ۶۵۳۰       | دافنه شیپرز ۶۴۷۷           |

## مدال‌ها بر پایه کشور
| رتبه  | کشور                | طلا | نقره | برنز | مجموع |
| ۱     | روسیه               | ۷   | ۴    | ۶    | ۱۷    |
| ۲     | ایالات متحده آمریکا | ۶   | ۱۴   | ۵    | ۲۵    |
| ۳     | جامائیکا            | ۶   | ۲    | ۱    | ۹     |
| ۴     | کنیا                | ۵   | ۴    | ۳    | ۱۲    |
| ۵     | آلمان               | ۴   | ۲    | ۱    | ۷     |
| ۶     | اتیوپی              | ۳   | ۳    | ۴    | ۱۰    |
| ۷     | بریتانیای کبیر      | ۳   | ۰    | ۳    | ۶     |
| ۸     | اوکراین             | ۲   | ۰    | ۱    | ۳     |
| ۸     | جمهوری چک           | ۲   | ۰    | ۱    | ۳     |
| ۱۰    | فرانسه              | ۱   | ۲    | ۱    | ۴     |
| ۱۱    | لهستان              | ۱   | ۲    | ۰    | ۳     |
| ۱۲    | اوگاندا             | ۱   | ۰    | ۰    | ۱     |
| ۱۲    | ایرلند              | ۱   | ۰    | ۰    | ۱     |
| ۱۲    | ترینیداد و توباگو   | ۱   | ۰    | ۰    | ۱     |
| ۱۲    | سوئد                | ۱   | ۰    | ۰    | ۱     |
| ۱۲    | کرواسی              | ۱   | ۰    | ۰    | ۱     |
| ۱۲    | کلمبیا              | ۱   | ۰    | ۰    | ۱     |
| ۱۲    | نیوزیلند            | ۱   | ۰    | ۰    | ۱     |
| ۱۹    | استرالیا            | ۰   | ۲    | ۱    | ۳     |
| ۲۰    | ساحل عاج            | ۰   | ۲    | ۰    | ۲     |
| ۲۱    | کانادا              | ۰   | ۱    | ۴    | ۵     |
| ۲۲    | چین                 | ۰   | ۱    | ۳    | ۴     |
| ۲۳    | کوبا                | ۰   | ۱    | ۲    | ۳     |
| ۲۴    | هلند                | ۰   | ۱    | ۱    | ۲     |
| ۲۴    | نیجریه              | ۰   | ۱    | ۱    | ۲     |
| ۲۶    | ایتالیا             | ۰   | ۱    | ۰    | ۱     |
| ۲۶    | بوتسوانا            | ۰   | ۱    | ۰    | ۱     |
| ۲۶    | فنلاند              | ۰   | ۱    | ۰    | ۱     |
| ۲۶    | قطر                 | ۰   | ۱    | ۰    | ۱     |
| ۲۶    | مجارستان            | ۰   | ۱    | ۰    | ۱     |
| ۳۱    | اسپانیا             | ۰   | ۰    | ۲    | ۲     |
| ۳۱    | صربستان             | ۰   | ۰    | ۲    | ۲     |
| ۳۳    | آفریقای جنوبی       | ۰   | ۰    | ۱    | ۱     |
| ۳۳    | استونی              | ۰   | ۰    | ۱    | ۱     |
| ۳۳    | جیبوتی              | ۰   | ۰    | ۱    | ۱     |
| ۳۳    | دومینیکن            | ۰   | ۰    | ۱    | ۱     |
| ۳۳    | ژاپن                | ۰   | ۰    | ۱    | ۱     |
| ۳۳    | مکزیک               | ۰   | ۰    | ۱    | ۱     |
| مجموع | مجموع               | ۴۷  | ۴۷   | ۴۷   | ۱۴۱   |